# Institut de recherches pour les sciences mathématiques
 (décembre 2021).
Si vous disposez d'ouvrages ou d'articles de référence ou si vous connaissez des sites web de qualité traitant du thème abordé ici, merci de compléter l'article en donnant les références utiles à sa vérifiabilité et en les liant à la section « Notes et références ».
L' Institut de recherches pour les sciences mathématiques Research Institute for Mathematical Sciences (RIMS) (数理解析研究所, Sūri Kaiseki Kenkyusho) est un institut de recherches attaché  à l'Université de Kyoto, accueillant des chercheurs en mathématiques venant de tout le Japon. L'institut a été fondé en avril 1963.

## Liste des directeurs
- Masuo Fukuhara (mai 1963 – mars 1969)
- Kōsaku Yosida (avril 1969 – mars 1972)
- Hisaaki Yoshizawa (avril 1972 – mars 1976)
- Kiyoshi Itō (avril 1976 – avril 1979)
- Nobuo Shimada (avril 1979.4.2 – avril 1983)
- Heisuke Hironaka (avril 1983.4.2 – janvier 1985)
- Nobuo Shimada (1985 – 1987)
- Mikio Sato (1987 – 1991)
- Satoru Takasu (1991 – 1993)
- Huzihiro Araki (1993 – 1996)
- Kyōji Saitō (1996 – 1998)
- Masatake Mori (1998 – 2001)
- Masaki Kashiwara (2001 – 2003)
- Yōichirō Takahashi (2003 – 2007)
- Masaki Kashiwara (2007 – 2009)
- Shigeru Morishige (2009 – 2011)
- Shigefumi Mori (2011 – 2014)
- Shigeru Mukai (2014 – 2017)
- Michio Yamada (2017 – 2020)
- Takashi Kumagai (2020 – ????)

## Chercheurs notables
- Heisuke Hironaka, Médaille Fields
- Shigefumi Mori, Médaille Fields
- Kiyoshi Itō, Prix Wolf de mathématiques
- Shinichi Mochizuki
- Shigeru Mukai